# BEPS
L'erosió de la base imposable i trasllat de beneficis (EBTB), (de l'anglès: Base erosion and profit shifting BEPS, ) es refereix a les estratègies de planificació d'impostos de les empreses multinacionals que utilitzen per “desplaçar” els beneficis de les jurisdiccions d'impostos alts a les jurisdiccions d'impostos baixos, així “erosionant” la “base tributària” de les jurisdiccions d'impostos alts.
L'Organització per a la Cooperació i el Desenvolupament Econòmic (OCDE) defineix les estratègies EBTB com a "explotació de buits i desajustos en les regles fiscals"; no obstant això, els acadèmics van demostrar que hi ha paradisos fiscals per a empreses (com Irlanda, el Carib, Luxemburg, Països Baixos, Singapur, Suïssa i Hong Kong), que són els centres de BEPS mundials més importants, utilitzant estructures d'impostos i eines BEPS conformes amb l'OCDE.
Els paradisos fiscals de les empreses ofereixen eines EBTB per "desplaçar" els beneficis al refugi, i eines addicionals EBTB per evitar pagar impostos dins del refugi (per exemple, el "Jersey verd" d'Irlanda). Les eines BEPS estan associades principalment a la tecnologia i les multinacionals de ciències de la vida dels Estats Units. Els acadèmics fiscals van mostrar l'ús de les eines BEPS per part de multinacionals nord-americanes, a través de paradisos fiscals, maximitzats els rebuts per la hisenda nord-americana i la devolució dels accionistes, a costa d'altres. Les iniciatives per frenar els BEPS de l'OCDE i l'administració Trump han fracassat.